# 85-88 The hardcore years
85-88 The hardcore years es un disco recopilatorio de Subterranean Kids, lanzado en 1998 por Tralla Records. Se editó como doble LP de vinilo blanco y como CD sencillo digipak, con una canción más y diferente orden de las canciones.

## Lista de canciones - Edición CD
Todas las canciones compuestas por Subterranean Kids
1. «Amigo» - 2:03
2. «La rabia» - 2:30
3. «¿Has llenado este vacío?» - 1:17
4. «No puedo perdonarte» - 1:42
5. «Tú no eres nadie» - 1:51
6. «Ciudadano ejemplar» - 1:51
7. «Hasta el final» - 03:25
8. «Los hijos del miedo» - 2:23
9. «Mucho tiempo» - 1:54
10. «Sentirme libre» - 1:48
11. «En este lugar» - 2:33
12. «A quién queréis engañar» - 2:24
13. «Líderes revolucionarios» - 1:38
14. «Siguiendo los pasos de tu padre» - 1:27
15. «Harto de todo» - 0:19
16. «Canción bestia» - 1:25
17. «Manos sucias» - 1:46
18. «Los ojos de la víctima» - 2:10
19. «Gente» - 1:12
20. «La ventana del odio» - 1:53
21. «Vuestra historia» - 1:22
22. «Yo» - 1:24
23. «En casa me llaman loco» - 1:56
24. «Inútil» - 2:45
25. «Dime por qué estás tu aquí» - 1:07
26. «Una noche cualquiera» - 1:23
27. «Flores en tu tumba» - 1:58
28. «Sólo un día» - 1:22
29. «Víctimas» - 0:52
30. «Sexo y nada más» - 1:05
31. «Problemas» - 1:12
32. «Yo no quiero» - 1:33
33. «Comercio con vidas» - 1:29
34. «Canción bestia II» - 2:55
35. «¿Puños o cabeza?» - 3:22
36. «Te lo dije te advertí» - 1:56
37. «¿Qué hacéis?» - 1:32
38. «Educación para el mañana» - 2:14
39. «Miedo» - 1:46
40. «Prisionero de la locura» - 2:15

Notas:
1 - 11: «¡Hasta el final!». Grabado en Sonomanía y editado originalmente por La Isla de la Tortuga (1988). Remezclado nuevamente en julio de 1998 en Maratón Estudios por Antonio Prió tras pasarse de multipistas a digital, no sin ciertos problemas.
«En este lugar» no aparecía en el máster original, por lo que ha sido sacada de casete.
12 - 23: «Los ojos de la víctima». Grabado en Maratón estudios en octubre de 1986 y editado originalmente por Patizambo Records. Reeditado en 1996 por Potencial Hardcore.
Se ha suprimido «Escúpelo o trágalo» de la grabación original para poder incluir material inédito.
24: «Inútil». Inédito. Grabado en Maratón Estudios durante la sesión de «Los ojos de la víctima».
25 - 26: Grabadas en Sonomanía, 1990. Sacadas del recopilatorio «No 92» editado por El Lokal en formato casete, aunque «Dime por qué estás tú aquí» aparece originalmente en la demo «Subterranean hardcore» (1985) y «Una noche cualquiera» en la última grabación de «Ya no hay tiempo» (1992).
27: «Flores en tu tumba». Inédito. Grabado en Maratón Estudios durante la sesión de «Los ojos de la víctima». Bajo y solos por Alberto GRB.
28: «Sólo un día». Inédito. Grabado en directo de mesa. Vera de Moncayo/Zaragoza (1987).
29 - 39: «Subterranean hardcore». Maqueta (1985) en formato casete. «Comercio con vidas» y «Qué hacéis» aparecen también en «Ya no hay tiempo».
40: «Prisionero de la locura». Inédito. Grabado en Sonomanía durante la sesión de «¡Hasta el final!». Pasada de mesa a casete. Sólo en la edición CD.